# Unione Sportiva Sarzanese 1906 1990-1991
Questa voce raccoglie le informazioni riguardanti l'Unione Sportiva Sarzanese 1906 nelle competizioni ufficiali della stagione 1990-1991.

## Rosa
| N. |                   | Ruolo | Calciatore           |  |
| -- | ----------------- | ----- | -------------------- |  |
|    | Italia (bandiera) | D     | Giacomo Adamoli      |  |
|    | Italia (bandiera) | P     | Moreno Bolognesi     |  |
|    | Italia (bandiera) | A     | Federico Centofanti  |  |
|    | Italia (bandiera) | C     | Andrea Cipolli       |  |
|    | Italia (bandiera) | C     | Riccardo Del Francia |  |
|    | Italia (bandiera) | D     | Alberto De Rossi     |  |
|    | Italia (bandiera) | A     | Marco Ferraris       |  |
|    | Italia (bandiera) | D     | Fabio Gozzani        |  |
|    | Italia (bandiera) | C     | Stefano Guidi        |  |
|    | Italia (bandiera) | C     | Cristiano Guzzoni    |  |
|    | Italia (bandiera) | D     | Leonardo Lombardi    |  |

| N. |                   | Ruolo | Calciatore            |
| -- | ----------------- | ----- | --------------------- |
|    | Italia (bandiera) | C     | Alessandro Madocci    |
|    | Italia (bandiera) | P     | Alessandro Maggiani   |
|    | Italia (bandiera) | C     | Lido Malasoma         |
|    | Italia (bandiera) | C     | Massimo Picanti       |
|    | Italia (bandiera) | D     | Massimiliano Ricci    |
|    | Italia (bandiera) | C     | Alfio Romiti          |
|    | Italia (bandiera) | C     | Alessandro Scarabelli |
|    | Italia (bandiera) | A     | Manuel Simonetti      |
|    | Italia (bandiera) | C     | Massimiliano Spocchi  |
|    | Italia (bandiera) | C     | Massimo Tognazzini    |
|    | Italia (bandiera) | C     | Oscar Valeri          |